# Le Diable en ville

Le Diable en ville est un téléfilm français de Christian de Chalonge diffusé en 1990. 
Ce téléfilm est le dernier volet de la série télévisée Les Dossiers de l'inspecteur Lavardin diffusée entre septembre 1988 et février 1990.
Il met en scène l'inspecteur Lavardin, incarné par Jean Poiret, un policier pince sans rire, aux méthodes peu orthodoxes.

## Synopsis
Une nuit, le responsable du syndicat d'une entreprise située à Arcachon est abattu sur le parking de l'entreprise où il travaille par un tireur embusqué armé d'un fusil à lunettes sans que personne n'assiste au crime. 
Le PDG de l'entreprise, un dénommé Jacques Pincemaille, découvre le cadavre peu de temps après le crime, mais ne dit rien, n'appelle personne et quitte son entreprise en voiture. Sur sa route, le PDG roule très vite et croise sur son chemin madame Triboulet, une institutrice dans sa voiture, et la heurte avec la sienne de façon involontaire. Le chef d'entreprise prend cependant la fuite, laissant là l'institutrice avec sa voiture très endommagée sur le bord de la route.
Qui est l'assassin et l'institutrice va-t-elle parler de ce qu'elle a vu ? L'inspecteur Lavardin, envoyé sur le secteur depuis Paris pour mener l'enquête va-t-il réussir à trouver le vrai coupable malgré les efforts de M. Pincemaille qui, réussissant à mettre fin à la grève de ses employés, va tout faire pour l'en empêcher ?

## Fiche technique
- Titre : Le Diable en ville
- Réalisation : Christian de Chalonge
- Scénario : Claude Chabrol et Dominique Roulet
- Décors : Jean-Pierre Bazerolle
- Costumes : Magali Fustier-Dray
- Photographie : Pascal Marti et Damien Morisot
- Montage : Catherine De Linares et Michaëla Watteaux
- Musique : Michel Portal
- Décors plateau : Dominique Beaucamps
- Production : Philippe Baraduc
- Sociétés de production : Technisonor , Cosmovision, RTBF (Belgique), TF1
- Pays d'origine :  France
- Format : Couleur
- Genre : Policier
- Durée : 90 min
- Date de diffusion : 1er février 1990 sur TF1

## Distribution
- Jean Poiret : L'inspecteur Jean Lavardin
- Bruno Cremer : Jacques Pincemaille, le PDG
- Bulle Ogier : Laure Pincemaille, son épouse
- Nathalie Nell : Sophie Pessac
- Maria de Medeiros : Charlotte
- Michel Berto : Georges, le gendarme
- Jean-Pierre Darroussin : Jean Leroux, le non gréviste
- André Penvern : Le préfet (frère de Pincemaille)
- Lydia Ewandé : Juliette Triboulet, l'institutrice
- Maurice Derville
- Raymond Quibel
- Marcel Roche
- Louis Balance
- Joël Barc
- Stéphane Dausse
- Robert Delas
- Paul Derville
- Gilles Grange
- René Guedon
- Didier Jeaunaud
- Benjamin Lemaire
- Maurice Mons
- Jacky Wills